# 그 플로피를 복사하지 마세요
그 플로피를 복사하지 마세요는 1992년부터 시작된 SPA(Software Publishers Association)의 저작권 침해 방지 캠페인이었다.

## 같이 보기
- 당신은 차를 훔치지 않을 것입니다